# Evolution (Journey)
| Recensione                        | Giudizio      |
| --------------------------------- | ------------- |
| AllMusic                          | [ 4 ]         |
| The New Rolling Stone Album Guide | [ 5 ]         |
| Sputnikmusic                      | 2.5 (Average) |
| Dizionario del Pop-Rock           | [ 7 ]         |
| 24.000 dischi                     | [ 8 ]         |

Evolution è il quinto album della band Journey, pubblicato nell'aprile del 1979 dalla Columbia Records.
In questo album il batterista Aynsley Dunbar viene sostituito da Steve Smith.

## Tracce
Lato A
1. Majestic – 1:16 (Neal Schon, Steve Perry)
2. Too Late – 2:57 (Steve Perry, Neal Schon)
3. Lovin', Touchin', Squeezin' – 3:52 (Steve Perry)
4. City of the Angels – 3:08 (Steve Perry, Gregg Rolie, Neal Schon)
5. When You're Alone (It Ain't Easy) – 3:10 (Steve Perry, Neal Schon)
6. Sweet and Simple – 4:12 (Steve Perry)

Lato B
1. Lovin' You Is Easy – 3:37 (Steve Perry, Neal Schon, G Errico)
2. Just the Same Way – 3:18 (Gregg Rolie, Neal Schon, Ross Valory)
3. Do You Recall – 3:17 (Gregg Rolie, Steve Perry)
4. Daydream – 4:41 (Neal Schon, Steve Perry, Ross Valory, Gregg Rolie)
5. Lady Luck – 3:34 (Steve Perry, Ross Valory, Neal Schon)

## Formazione
- Steve Perry - voce solista
- Neal Schon - chitarra solista, chitarra con sintetizzatore Roland GR-500, accompagnamento vocale
- Gregg Rolie - tastiera, voce solista, accompagnamento vocale
- Ross Valory - basso, basso moog, accompagnamento vocale
- Steve Smith - batteria (sonar drums), percussioni (paiste cymbals, synare percussion symthesizers)

Note aggiuntive
- Roy Thomas Baker - produttore (per la RTB Audio-Visual Productions, LTD)
- Registrato al Cherokee Studios di Los Angeles (California)
- Peerless Geoffery Workman - primo ingegnere delle registrazioni
- George Tutko - secondo ingegnere delle registrazioni
- Kelley and Mouse - cover art
- Sam Emerson - fotografia retrocopertina album
- Hiro Ito e Sam Emerson - fotografie
- Pat Morrow - note[11]